# Falklandy

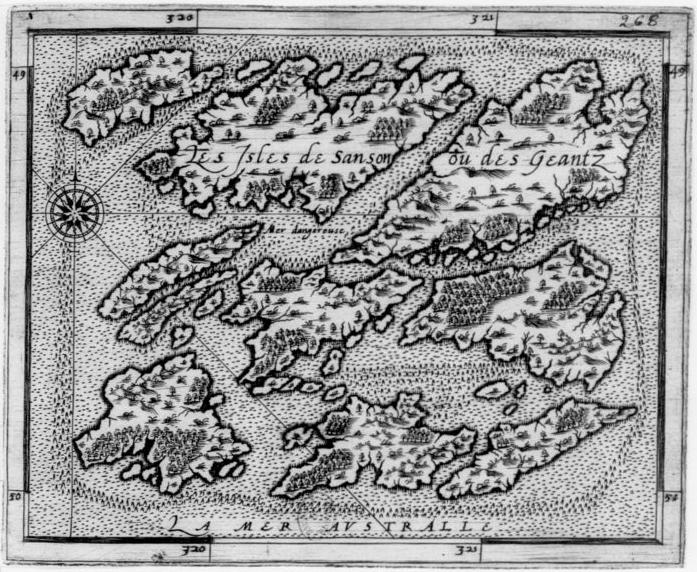
Pierwsza mapa Falklandów zawarta w dziele zatytułowanym „Le Grand Insulaire et Pilotage d’André Thevet, Angoumoisin, cosmographe du Roy, dans lequel sont contenus plusieurs plant d’isles habitées et deshabitées et opis d’icelles” (André Thevet, 1586). Na mapie w języku francuskim widnieje napis „Les Isles de Sanson ou des Geantz”.

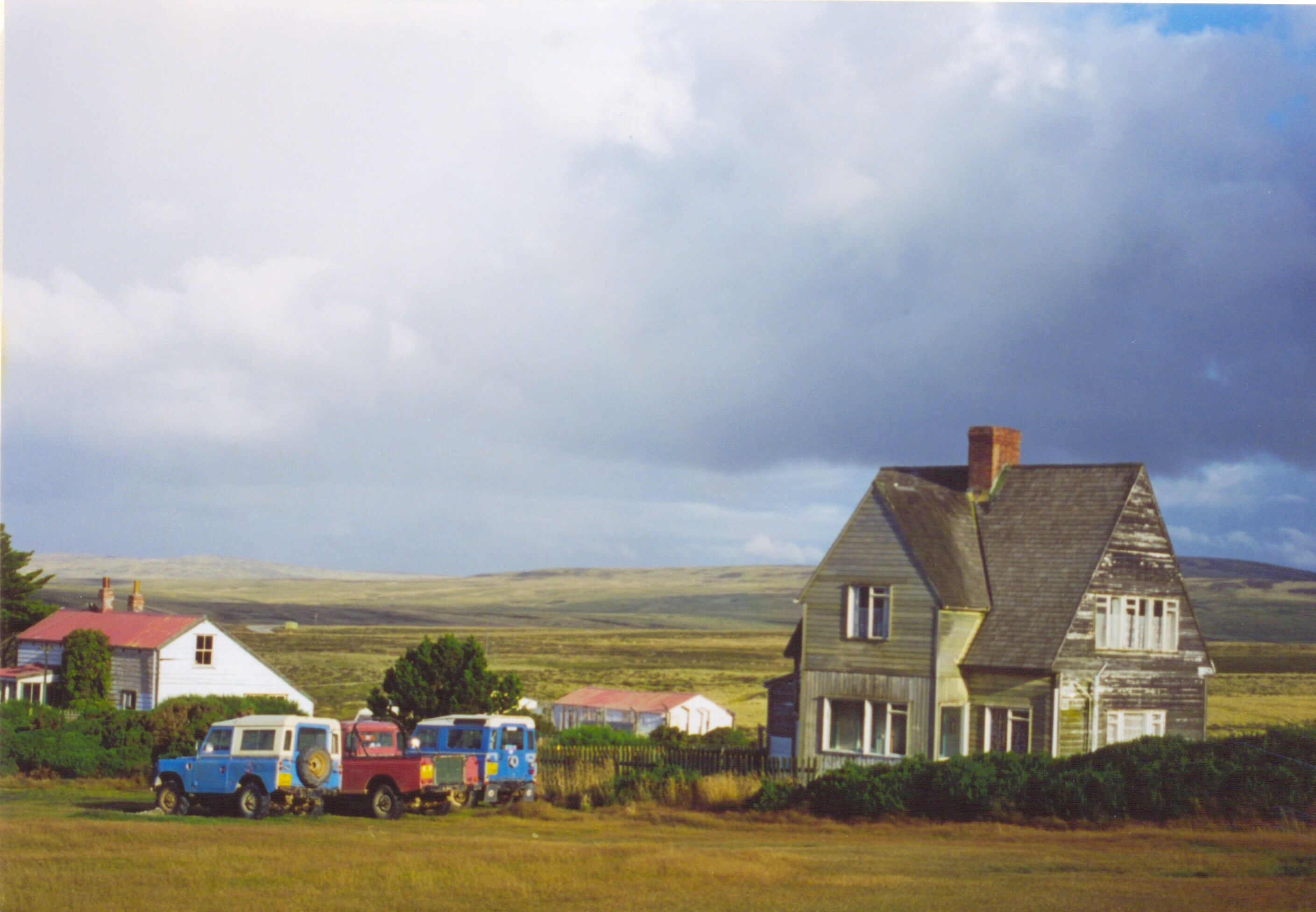
Farma na Falklandach

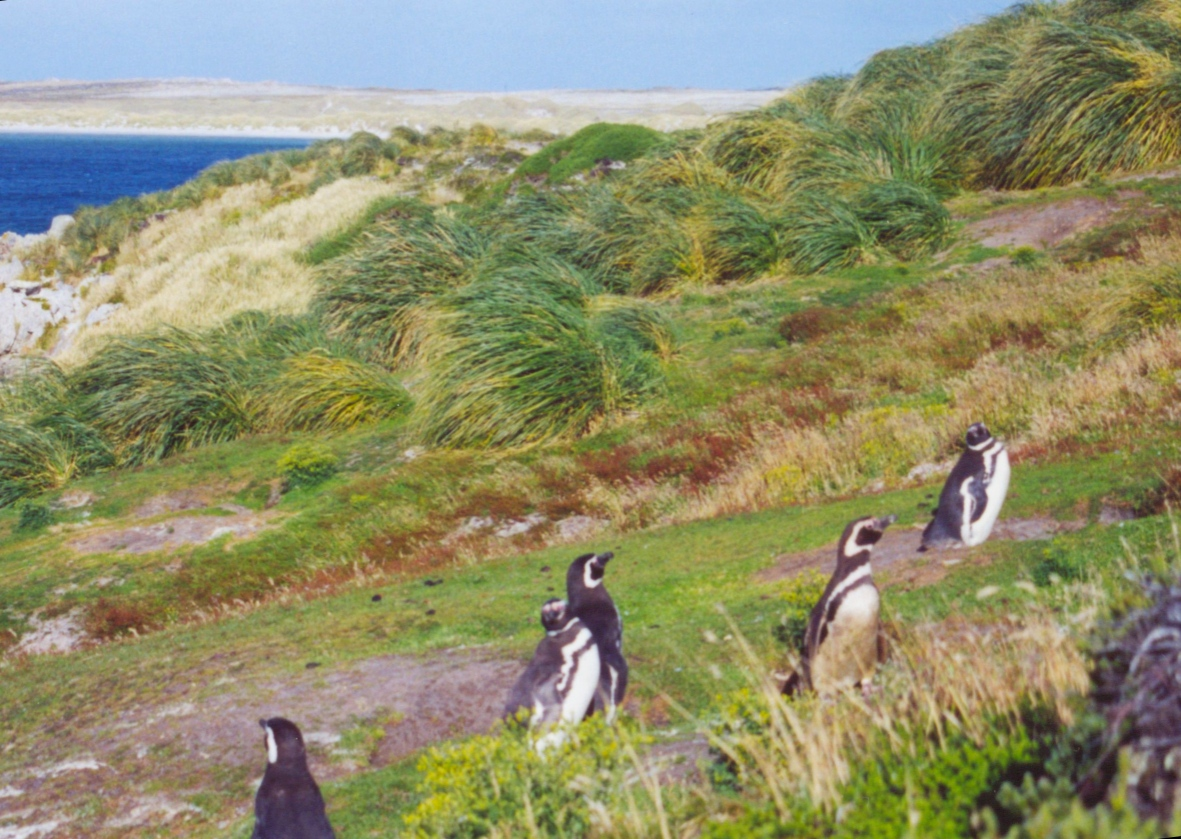
Gypsy Cove

Falklandy (inaczej: Malwiny; ang. Falkland Islands; hiszp. Islas Malvinas) – brytyjskie terytorium zamorskie na południowym Atlantyku, około 480 km od wybrzeży Argentyny obejmujące wyspy o tej samej nazwie. Wyspy znajdują się pod administracją brytyjską, ale prawa do nich rości sobie także Argentyna.

## Ustrój polityczny
Brytyjskie terytorium zamorskie – samorządna parlamentarna monarchia konstytucyjna. Zgodnie z konstytucją, głową terytorium jest król brytyjski, na czele władzy wykonawczej stoi gubernator mianowany przez rząd brytyjski spośród lokalnych polityków. Władzę ustawodawczą sprawuje jednoizbowy parlament składający się z 10 członków – 8 wybieranych w wyborach powszechnych i dwóch mianowanych.

## Historia
Liczne zapisy kartograficzne po 1520 roku sugerują, że Falklandy zostały odkryte przez członków wyprawy Ferdynanda Magellana w służbie króla Hiszpanii. Najbardziej prawdopodobną wersją jest to, że Falklandy zostały odkryte w 1520 roku przez portugalskiego nawigatora Estebana Gómeza, dowódcę statku „San Antón” i członka wyprawy Ferdynanda Magellana. Esteban Gómez porzucił swoją wyprawę w pobliżu Cieśniny Magellana i powrócił do Hiszpanii 6 maja 1521 roku. Po powrocie Esteban Gómez odkrył wyspy, które później nazwano „Islas de Sanson y de los Patos” i „Islas Sanson”. „Sanson” to zniekształcona nazwa „San Antón”, nazwy statku Estebana Gómeza.
W wyniku odkrycia Falklandy zaczęły pojawiać się jako „Islas de Sanson y de los Patos” oraz „Islas Sanson” na następujących mapach: Pedro Reinel (1522), Diego Ribero (1527, 1529), Alonso de Santa Cruz (1541), Agnese Battista (1536), Sebastian Cabot (1544), Darinel (1555), Bartolomeu Velho (1561), Diego Gutierrez (1562), Giacomo Gastaldi (1562), Giorgio Sideri (1563), Joan Martinez (1572, 1582 i 1587), Jose Rosazio (1580), w „Le Grand Insulaire et Pilotage” André Theveta z 1586 r. itd. Na mapie „Mundus Novus” Bartolomé Olivesa z 1562 r. pojawia się jako „Illas de Santon”, a na mapie „Patagonia” Joana Olivy z 1580 r. jako „Islas de S. Anton”.
Pierwsza znana mapa Falklandów, datowana na sierpień 1520 r., pochodząca z hiszpańskiej wyprawy Ferdynanda Magellana, sporządzona przez sewilskiego kartografa Andrésa de San Martín, pozostawała nieznana aż do 1982 r., kiedy to Roger Hervé, honorowy kustosz w Dziale Map i Planów Biblioteki Narodowej w Paryżu, opublikował swoje opracowanie „Découverte fortuite de l’Australie et de la Nouvelle-Zelande par des Navigateurs Portugais et Espagnols entre 1521 et 1528”, wydrukowana w sierpniu 1982 r. przez Bibliotekę Narodową w Paryżu, w której publikuje francuski rękopis „Le Grand Insulaire et Pilotage d'André Thevet, Angoumoisin, cosmographe du Roy, dans lequel sont contenus plusieurs plant d'isles habitées et deshabitées et opis d'icelles”, z 1586 r. W tym dziele Theveta, na folio 268, znajduje się mapa Falklandów z nazwą „Les Isles de Sanson ou des Geantz”. Na odwrocie folio 269 rękopisu „Le Grand Insulaire et Pilotage […]”, André Thevet wyjaśnia, że otrzymał mapę Falklandów wraz z innymi mapami od „[…] starego portugalskiego kapitana i dobrego pilota, którego spotkałem w Lizbonie w Portugalii, który powiedział, że odwiedził wówczas te wyspy, a plan, który otrzymałem od niego, wraz z kilkoma innymi z tego wybrzeża” (“[...] un vieil capitaine et bon pilote portugais, que ie trouves en la ville de Lisbonne en Portugal, qui disoit avoir lore visité icelles isles, le plan desquelles i’eus de luy, ensemble de plusieurs autres de ceste coste”) (szanowano ówczesną francuską pisownię) i że „pierwszymi, którzy postawili stopę na tych wyspach, byli Portugalczycy, którzy towarzyszyli Ferdynandowi Magellanowi w jego podróży” (“Les premiers qui mirent pied dans ces isles furent des portugais, qui accompaignoient Ferdinand Magellan en son voiage”)  (szanowano ówczesną francuską pisownię). Stary portugalski kapitan, o którym wspomina Thevet, to najprawdopodobniej kapitan Álvaro da Mesquita, pilot statku „San Antonio” hiszpańskiej wyprawy Ferdynanda Magellana, który wypłynął z portu San Julián i na pokładzie którego znajdował się kartograf Andrés de San Martín.
Na początku lutego 1764 roku Louis Antoine de Bougainville wylądował na Falklandach i 5 kwietnia 1764 roku oficjalnie przejął je w imieniu króla Francji Ludwika XV. Wyspy nazwano Malouines na pamiątkę portu Saint-Malo, z którego wypłynęli. Była to pierwsza osada na Falklandach.
W styczniu 1765 roku kapitan John Byron dostrzegł wyspę Saunders (Trinidad) na zachodnim krańcu archipelagu. Nazwał port Port Egmont i przejął go w posiadanie w imieniu króla Jerzego III Zjednoczonego Królestwa. W 1766 roku w Port Egmont zbudowano brytyjską osadę.
W 1766 roku Francja uznała hiszpańską suwerenność nad Falklandami, po hiszpańskim sprzeciwie wobec utworzenia Port Louis. 4 października 1766 roku król Hiszpanii Karol III wydał dekret ustanawiający rząd Falklandów jako zależność gubernatora i kapitana generalnego Buenos Aires. Kapitan Felipe Ruiz Puente był pierwszym gubernatorem Falklandów. 1 kwietnia 1767 roku Francja formalnie poddała kolonię Królestwu Hiszpanii, a nazwę Port Louis zmieniono na Puerto de la Soledad, a Malouines zhispanizowano na Malvinas.
W 1770 roku Hiszpanie zaatakowali Port Egmont i wypędzili Brytyjczyków z wyspy. Doprowadziło to oba kraje na skraj wojny. Jednak 22 stycznia 1771 roku osiągnięto porozumienie pozwalające Brytyjczykom powrócić do Port Egmont. Porozumienie odnosi się tylko do fizycznego zwrotu portu i fortu, które były w posiadaniu Brytyjczyków, a nie do przywrócenia całego archipelagu, ale tylko do „portu i fortu zwanych Egmont”. Brytyjska akceptacja hiszpańskiej deklaracji jest sformułowana w ten sam sposób i nie wprowadza żadnych zmian, odnosząc się jedynie wyraźnie do „portu i fortu zwanych Egmont”. W porozumieniu Brytyjczycy nie odnoszą się do przywrócenia domniemanych praw suwerennych Zjednoczonego Królestwa, ale raczej potwierdzają powrót de facto status quo i nie kwestionują zastrzeżenia praw suwerennych dokonanego przez Hiszpanię w ostatnim akapicie porozumienia, co oznacza milczącą akceptację zastrzeżenia Hiszpanii. Rząd brytyjski z radością przyjął porozumienie jako rekompensatę za zniewagę, jaką jego honor został splamiony przymusowym wydaleniem z wysp. Przedstawiciel Francji w Londynie podkreślił brak zastrzeżeń rządu brytyjskiego, stwierdzając: „Przyjmując to zastrzeżenie i nie odpowiadając na nie, Anglia milcząco uznaje prawa Hiszpanii, które […] w ten sposób nabierają nowej siły dzięki milczeniu Anglii”.
25 maja 1810 r. Argentyna ogłosiła de facto niepodległość od Hiszpanii i zaczęła rządzić się pod własnym zwierzchnictwem i dyktować własne prawa. Od tego dnia Argentyna odziedziczyła prawa Hiszpanii do Falklandów, opierając się na zasadzie „uti possidetis iuris”.
15 stycznia 1820 roku David Jewett, jako dowódca państwowego okrętu wojennego „Heroína”, został mianowany pułkownikiem armii w służbie Marynarki Wojennej przez Najwyższego Dyrektora Zjednoczonych Prowincji Río de la Plata (dawna nazwa Argentyny). 6 listopada 1820 roku David Jewett formalnie przejął Falklandy w imieniu Zjednoczonych Prowincji Río de la Plata i powiadomił wszystkie statki w pobliżu, w tym niektóre statki brytyjskie, za pomocą okólnika. Uroczystość odbyła się w obecności słynnego brytyjskiego odkrywcy Jamesa Weddella i innych amerykańskich i brytyjskich kapitanów. Okólnik ten miał szeroki wpływ na prasę tamtych czasów. W Stanach Zjednoczonych został opublikowany w „Salem Gazette” 12 czerwca 1821 roku; w Hiszpanii w „El Redactor” w Kadyksie w sierpniu 1821 roku; i odtworzony w „Argos” w Buenos Aires 10 listopada tego samego roku. The Times of London opublikował okólnik w całości 3 sierpnia 1821 r., powielając informacje z Salem Gazette pod tytułem „The Capture of the Falkland Islands” i nazywając to „aktem suwerenności”. Zjednoczone Królestwo nie zgłosiło żadnych protestów ani zastrzeżeń co do tego zajęcia.
23 sierpnia 1823 r. Jorge Pacheco zwrócił się do rządu Buenos Aires z petycją o hodowlę bydła i koni oraz eksploatację futra i oleju z lwów morskich na Falklandach. Gubernator Martín Rodríguez i minister gospodarki Bernardino Rivadavia podpisali 28 sierpnia 1823 r. dekret, udzielający pozwolenia na udanie się na wyspę Soledad, jedną z Falklandów, i korzystanie z niej na proponowanych warunkach i pod warunkiem, że taka koncesja nigdy nie pozbawi państwa prawa do dysponowania tym terytorium w sposób, który uzna za najbardziej odpowiedni dla ogólnych interesów prowincji. W notatce do rządu Buenos Aires z grudnia 1823 r. Jorge Pacheco zwrócił się do rządu Buenos Aires z prośbą o mianowanie Pabla Areguatí na dowódcę Falklandów. Prośba ta została zatwierdzona 18 grudnia tego samego roku. Pablo Areguatí przybył do Puerto Soledad 2 lutego 1824 r. i opuścił Falklandy przed końcem roku, nie będąc już w stanie utrzymać osadnictwa na wyspach.
W 1825 r. Zjednoczone Królestwo i Zjednoczone Prowincje Río de la Plata podpisały Traktat o przyjaźni, handlu i nawigacji, na mocy którego Wielka Brytania uznała Argentynę za suwerenne i niepodległe państwo. Zjednoczone Królestwo nie zgłosiło żadnego protestu ani zastrzeżeń dotyczących Falklandów w traktacie, które znajdowały się pod administracją argentyńską.
W 1825 roku Luis Vernet zorganizował drugą wyprawę, która wypłynęła w styczniu 1826 roku. Osiedlił się na wyspie Soledad 15 czerwca 1826 roku, aby wykorzystać koncesje przyznane Jorge Pacheco, z którym zawarł traktat. Ta druga próba zakończyła się sukcesem i od tego czasu osada stała się stała.
Dekretem z 10 czerwca 1829 r. utworzono „Polityczne i Wojskowe Dowództwo Wysp Malwina i tych sąsiadujących z Przylądkiem Horn na Atlantyku”. Dekret podpisali gubernator Buenos Aires, Martín Rodríguez i minister, Salvador María del Carril. Dekret stanowił, że rezydencja politycznego i wojskowego dowódcy będzie na wyspie Soledad.
Pierwszy brytyjski protest przeciwko osiedleniu się Verneta miał miejsce 19 listopada 1829 r., 55 lat po tym, jak Zjednoczone Królestwo nie wykazało żadnego zainteresowania Falklandami, odkąd opuściło je w 1774 r.
W 1831 roku Puerto Soledad zostało zniszczone przez amerykańską fregatę „Lexington”, ponieważ argentyński gubernator wysp, Luis Vernet, skonfiskował trzy amerykańskie łodzie rybackie za naruszenie zakazu połowów obowiązującego na terenie Falklandów.
3 stycznia 1833 roku Brytyjczycy siłą zajęli Falklandy, wydalając argentyńskich urzędników i ludność i zastępując ich brytyjskimi poddanymi. Brytyjscy poddani wprowadzili od tego czasu środki ograniczające, aby zapobiec osiedlaniu się tam argentyńskiej ludności. To brytyjskie zajęcie Falklandów zapoczątkowało spór terytorialny między dwoma krajami. W wyniku nielegalnej brytyjskiej okupacji 53 mieszkańców wyspy powróciło do Buenos Aires z Puerto Soledad, a na wyspach pozostało tylko 22. Innymi słowy, brytyjskie wydalenie spowodowało wyjazd prawie 70 % istniejącej populacji. Argentyna zaprotestowała przeciwko brytyjskiej inwazji 17 czerwca 1833 r., a następnie składała protesty i zastrzeżenia swoich praw suwerennych w latach 1841, 1849, 1884, 1887, 1888, 1908, 1919, 1926, 1927, 1933, 1937, 1938, 1939 i 1946, a od tamtej pory czyniła to corocznie w Organizacji Narodów Zjednoczonych.
Wśród mieszkańców dwukrotnie przeprowadzono referenda dotyczące przynależności politycznej wysp. W pierwszym plebiscycie z 1986 roku za utrzymaniem status quo (przynależności do Wielkiej Brytanii) opowiedziało się 96 proc. mieszkańców. W drugim referendum, przeprowadzonym 11 marca 2013 roku, za zachowaniem statusu terytorium zamorskiego Wielkiej Brytanii opowiedziało się 99,8 proc. głosujących przy frekwencji wynoszącej 92 proc.

## Geografia
Terytorium Falklandów obejmuje wyspy Falklandy składające się z dwóch dużych wysp noszących nazwy Falkland Wschodni (ang. East Falkland, hiszp. Gran Malvina) i Falkland Zachodni (ang. West Falkland, hiszp. Soledad), stanowiących około 98% powierzchni archipelagu, oraz ok. 700 mniejszych o łącznej powierzchni 12 173 km². Powierzchnia wysp jest pagórkowata – najwyższy szczyt Mount Usborne sięga 705 m n.p.m. Dwie duże wyspy dzieli Cieśnina Falklandzka. Największa odległość ze stolicy archipelagu Stanley do skrajnych zachodnich wysepek (wyspa New Island) Falklandów wynosi 238 km.
Roślinność naturalna wysp to: łąki, torfowiska, wrzosowiska, mchy, porosty. Na wyspie nie występują lasy.

## Klimat
Na wyspach panuje klimat subpolarny morski, obmywają je zimne prądy morskie i smagają silne wiatry (strefa wiatrów zachodnich), roczna suma opadów wynosi około 600 mm (opady równomiernie rozłożone w roku, brak dużych ulew), średnie miesięczne temperatury powietrza wahają się od 4 °C w lipcu (zima) do 13 °C w styczniu (lato), skrajne temperatury to –8 °C zimą i 24 °C latem. Często zdarzają się też nagłe pogorszenia pogody – z ich powodu w czasie wojny o Falklandy na 64 dni trwania konfliktu łącznie przez 27 nie można było używać lotnictwa.

## Demografia
Większość osób mieszka w stolicy Stanley (ok. 1300 mieszkańców w 1982 roku). Pozostali mieszkańcy żyją w izolowanych farmach lub kilku niewielkich osadach. Farmy i osady połączone są drogami gruntowymi, dróg bitych jest na wyspach zaledwie kilka kilometrów. W 2003 wyspy zamieszkiwało około 2900 osób z czego 70% pochodzenia brytyjskiego, pozostali to potomkowie Skandynawów, mieszkańcy Ameryki Południowej (głównie z Chile) oraz mieszkańcy Świętej Heleny, którzy przybyli na wyspy w poszukiwaniu pracy.

## Religia
Struktura religijna kraju w 2010 roku według Pew Research Center:
- Protestantyzm: 45,3% (gł. anglikanizm)
- Brak religii: 31,5%
- Katolicyzm: 21,2% (wyspy tworzą osobną Prefekturę apostolską Falklandów)
- Inni chrześcijanie: 0,7% (zobacz: Świadkowie Jehowy na Falklandach)
- Islam: 0,3%
- Buddyzm: 0,2%
- Inne religie: 0,8%.

## Gospodarka
Ludność zajmuje się głównie hodowlą owiec i rybołówstwem. Na użytek lokalny kopie się torf. Na znaczeniu zyskuje turystyka.
W 1998 roku wokół wysp odkryto złoża ropy naftowej. W 2012 roku wielkość złóż szacowano na 8,3 mld baryłek, choć niektóre szacunki mówią nawet o 60 mld baryłek. Eksploatacja złóż rozpoczęła się w 2010 roku.

### Emisja gazów cieplarnianych
Emisja równoważnika dwutlenku węgla z Falklandów wyniosła w 1990 roku 0,169 Mt, z czego tylko 0,013 Mt stanowiła emisja dwutlenku węgla. Główne emisje dotyczą metanu, a w nieco mniejszym stopniu podtlenku azotu. W przeliczeniu na mieszkańca emisja wyniosła wówczas 6,553 t dwutlenku węgla. Od tego czasu emisje wahają się, przy czym dość duży wzrost emisji dwutlenku węgla nastąpił w 2012. Emisje pozostałych gazów cieplarnianych nieznacznie maleją, przez co ogólna emisja pozostaje na podobnym poziomie. Głównym źródłem emisji przez cały czas była energetyka. W 2018 emisja dwutlenku węgla pochodzenia kopalnego wyniosła 0,040 Mt, a w przeliczeniu na mieszkańca 13,591 t.